# Partido Democrático Roma
O Partido Democrático Roma (em checo, Romská demokratická strana, RDS) é um partido político criado com o objetivo de representar a população roma/cigana da República Checa. O RDS foi criado em agosto de 2013, pouco antes das eleições para a Câmara dos Deputados. O presidente do partido é  Miroslav Tancoš. O programa do RDS preconiza a criação de empresas e a construção de habitação social, dando mais importância ao emprego do que a apoios sociais passivos. Em 2013 o partido apresentou candidatos apenas nas regiões de Liberec e da  Boémia Central.

## Resultados eleitorais

### Legislativas
| Data | Votos | %     | Eleitos |
| ---- | ----- | ----- | ------- |
| 2013 | 609   | 0,01% | 0 / 200 |

### Parlamento Europeu
| Data | Votos | %     | Eleitos |
| ---- | ----- | ----- | ------- |
| 2014 | 1.185 | 0,07% | 0 / 21  |
| 2019 | 1.651 | 0,06% | 0 / 21  |